# Tuulispää
Tuulispää var en finländsk skämttidning som utgavs i Helsingfors 1903–1957. 
Tuulispää till 1920 av grundaren, Onni V. Tuisku, efter dennes död detta år av en stiftelse. Ett urval ur denna den ryktbaraste bland landets finska skämttidningar utgavs i faksimil 1976.